# انقلاب بزرگ سوری

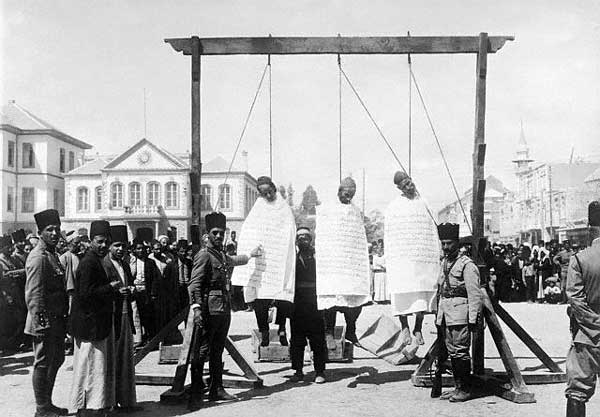
فرانسوی‌ها برخی از عاملان انقلاب بزرگ سوریه را در میدان مرجه سوریه در سال ۱۹۲۵ اعدام کرد

انقلاب بزرگ سوریه (به عربی: الثورة السوریة الکبری) یکی از قیام‌هایی است که مردم سوریه برای پایان‌دادن به تحت‌الحمایگی فرانسه بر سوریه با رهبری سلطان الاطرش در سال‌های ۱۹۲۵–۲۷ در سوریه بر پا کردند.

## دلایل شروع قیام
- عرب‌ها بعد از انقلاب بزرگ عربی که با حمایت فرانسه و انگلیس در مقابل عثمانی به پیروزی رسیدند، در سوریه پادشاهی عربی سوریه تشکیل دادند و بعد فرانسوی‌ها این کشور را به تصرف درآوردند به همین دلیل سوری‌ها احساس می‌کردند که فرانسوی‌ها از آن‌ها سوء استفادهٔ نظامی کرده‌اند.
- سوری‌ها علاقه داشتن که استعمار فرانسه به پایان برسد و استقلال داشته باشند.
- فرانسوی‌ها سوریه را برحسب نژاد به چند دولت کوچک‌تر تقسیم کردند (دولت حلب، دولت العلویین، دولت جبل‌الدروز، دولت دمشق) و دولت لبنان را نیز از این سرزمین استقلال دادند و کشور لبنان به وجود آوردند.
- فرانسوی‌ها بیشتر مناصب که اهمیت حیاتی داشت را به خود اختصاص داده بودند.